# Procrax brevipes
Procrax brevipes — викопний базальний вид птахів ряду Куроподібні (Galliformes). Птах жив на межі еоцену та олігоцену у Північній Америці. Скам'янілі рештки знайдені у відкладеннях озерного пісковику формування Чадрон у штаті Південна Дакота у США. Описаний по голотипу, якому даний номер SDSM No. 511, і який складається з черепа і шийного відділу хребта,